# 澳門特色光榮榜
《澳門特色光榮榜》是澳門女企業家商會由2007年起開始舉辦的商戶選舉。透過居民提名、投票，結合專家團評選，選出十家澳門特色優勝及十家優秀商號，活動旨在發掘和幫助仍有經營的商戶（其中近年漸見品牌效應或已經得到政府嘉奬的商戶並不在評選範圍內）。商會希望藉著選舉發掘澳門傳統優秀產品，透過推廣宣傳，重振昔日光輝。

## 形式
選舉分三階段進行，居民或商號可以推薦或自薦具澳門特色的傳統美食（包括飮品）及手工藝等商戶參選，其後由活動籌委會選出20候選名單。20個候選名單將由居民投票選出票數最高的15名，進入最後一輪評選。最後階段的評選，業界代表將聯同與政府相關部門，包括經濟局、貿促局、旅遊局及文化局等代表組成的專家團，選出最後10名得奬者。

## 得獎商號
第一屆澳門特色光榮榜，於2007年10月20日發表（排名不分先後）：
| 優勝獎           | 優異獎           |
| 榮記豆腐麵食     | 最香餠家         |
| 祥記麵食專家     | 誠昌飯店         |
| 織美毛冷         | 義順鮮奶公司     |
| Apomac           | 莫義記           |
| 甜蜜園糖水專門店 | 張權破痛油中藥厰 |
| 美丹印尼餐廳     | 鳳城珠記         |
| 吳庭記冷糕       | 瑪嘉烈蛋撻店     |
| 遠來餠家         | 大聲公涼茶       |
| 瑞華雕刻         | 洪馨椰子         |
| 廚屋泰國餐廳     | 祐記龍鬚糖       |

第二屆澳門特色光榮榜- 茶餐廳特色美食系列，於2008年10月24日發表（排名不分先後）：
| 優勝獎           | 優異獎         |
| 金馬輪咖啡餅店   | 大利來記咖啡室 |
| 雅香粉面咖啡     | 沛記咖啡室     |
| 葉熾記勁秋美食   | 喜蓮咖啡       |
| 西灣安記咖啡     | 旺記咖啡       |
| 檀香山咖啡       | 銀苑面食       |
| 香島咖啡室       | 勝利茶餐廳     |
| 南屏雅敘         | 荷蘭鮮奶       |
| 余榮記咖啡葡國餐 | 順記咖啡       |
| 青洲劉記美食     | 榮輝咖啡美食   |
| 光輝咖啡         | 金祥咖啡美食   |

第二屆澳門特色光榮榜- 茶餐廳特色美食系列，於2009年10月24日發表（排名不分先後）：
| 優勝獎             | 優異獎           |
| 陶陶居海鮮火鍋酒家 | 麒麟閣梓趣園酒家 |
| 蘭香閣酒家         | 水禾田海鮮美食   |
| 龍華茶樓           | 陶香居酒家       |
| 聯邦大酒樓         | 福臨城海鮮酒家   |
| 新金華美食飯店     | 華豐食館         |
| 大龍鳳茶樓         | 麗濠閣海鮮酒家   |
| 合記健威酒店       | 香港食神海鮮舫   |
| 六棉酒家           | 太白樓           |
| 金悅軒海鮮火鍋酒家 | 新園茶樓         |
| 東皇朝海鮮酒家     | 好彩海鮮火鍋飯店 |